# Nawa Technologies
Nawa Technologies est jeune pousse disruptive (Deep Tech) française commercialisant des batteries à recharge rapide et à forte autonomie. Les batteries contiennent des supercondensateurs à nanotubes de carbone censés permettre de fortes densités d’énergie et de puissance,,.
Les domaines d'application visés sont l’industrie, l’internet des objets (IoT) et la mobilité terrestre ou encore l'aviation,,.
Cofondée par un ancien chercheur du CEA, l'unité de production de la start-up est actuellement basée dans les locaux de ST Microelectronics à Rousset.

## Technologie
D'une manière générale, l'utilisation de graphène dans les batteries lithium-ion permet d'en allonger la durée de vie, notamment grâce à la résistance du graphène aux variations de température. Le graphène permet ainsi de renforcer la performance et la longévité des batteries. À noter que les batteries stockent l'énergie via une réaction chimique.
Les supercondensateurs (ou « supercapacitators ») permettent eux de stocker de l'énergie sous forme d'un champ électrostatique. Ils se chargent et se déchargent beaucoup plus rapidement qu'une batterie mais stockent en revanche beaucoup moins d'énergie.
L'utilisation du graphène est censée permettre de combiner les avantages de ces deux technologies en augmentant la surface active accessible aux charges.
Dans le cas de Nawa Technologies, les batteries contiennent des supercondensateurs à nanotubes de carbone alignés sur un substrat en aluminium, offrant de fortes densités d’énergie et de puissance ainsi que des recharges très rapides. Par ailleurs, cette technologie est censée être énergétiquement plus propre et plus durable de par la non utilisation de composants chimiques,.

## Histoire
En 2013, après 10 ans de recherche, Nawa Technologies est cofondée par Pascal Boulanger, chercheur chef d'équipe au CEA de Saclay.
En 2014, un premier tour de table permet de réunir 4,1 millions d'euros afin de démontrer la faisabilité de la technologie.
En 2019, une levée de fonds permet de rassembler 9 millions d'euros.
En 2019, Nawa présente un concept de moto électrique doté de ses batteries,,.
En 2020, Nawa Technologies annonce une levé de fond de 13 millions d’euros pour mettre en place une ligne de production à Rousset.
En septembre 2023, la société est placée en redressement judiciaire. Elle est reprise le 27 octobre par le fonds Kouros à la barre du tribunal de commerce d’Aix-en-Provence. Kouros figurait déjà au capital de Nawa Technologies depuis la levée de fonds de 2020.

## Prix et récompenses
- Capital Finance International price, "Best Nanostructure CleanTech Innovation Team Europe", 2016[18].